# Friedrich-Rudolf Stallmann
Friedrich-Rudolf Stallmann (francès: Rodolphe Lemoine)  (Berlín, abril 1871 - Baden-Baden, 3 d'octubre de 1946) més conegut com a baró de König o simplement De König, des de jove s'aficionà al joc, però fracassà en els negocis. Va esdevenir un dels estafadors més buscats del seu temps. Fou un espia alemany que condicionà la història d'Europa, Espanya i Catalunya en particular. Altres sobrenoms emprats per De König són Julio Rodolfo von König, Alberto Colmann, Federico o Fritz Stagni, Von Rosbdel, Rodolphe Lemoine, etcètera.

## Biografia
No se sap del cert la data i el lloc de naixement de De König. Segons Ventura Subirats va néixer el 1867 a Hannover, però Manuel Casal Gómez situa el naixement el 1874 a Potsdam. Un cop mor el seu pare comença un periple de desventures i estafes. A Brussel·les intenta obrir un negoci d'allò que és per a ell una afició, el joc; però el cabaret que regentava ha de tancar en poc temps. Fa de crupier, és estafador, fuig de la llei a diferents països d'Europa i Sud-amèrica. A Argentina es casa amb la senyoreta Lemoine, per a qui inventa el títol de baronessa René Scalda.
De retorn a Europa i després de diverses estafes, s'acomoda en una mansió donostiarra esdevenint el director del Casino de Fuenterrabía. El 1915, mantenint aquell càrrec acusa de germanòfil a Antonio Calvo qui regentava un bar. Calvo havia aixoplugat dos alemanys escapats d'un camp de concentració francès. Calvo enganyat per De König es desplaça a Hendaia, on és arrestat i posteriorment afusellat a Bordeus. Quan es descobreix que regenta amb males arts el Casino ell i la seva dona emprenen un viatge per diferents indrets d'Espanya.
El matrimoni s'estabilitza a Barcelona on De König emprendrà una tasca d'espionatge doble. Se sap envoltar de personatges com Manuel Bravo Portillo de qui sap aprofitar-se en vida, però sobretot en morir. Bravo Portillo comandava una banda de pistolers que reprimia els sindicats. La banda era sufragada per la Federació Patronal i el servei d'espionatge alemany. En morir Bravo Portillo es posa al comandament d'aquella banda, la renova i l'estructura. Aquella banda serà coneguda com la Banda Negra.
 Musitu és el seu enllaç per informar a Joaquim Milans del Bosch i Carrió, però la seva actuació no és aprovada per molts empresaris, vista com competència d'alts càrrecs de la Guardia Civil i la República de Weimar el destitueix. De König forma part d'un entramat que va desacreditar tant l'anarquisme com el catalanisme i va contribuir al triomf de la dictadura de  Primo de Rivera.
Torna a París el 1920 on continua estafant. Després dona cobertura a refugiats del nazisme, que posteriorment extorsiona. En ser denunciat el Ministeri de l'Interior li dona cobertura. Mor en un accident el 1945 a Alemanya, pocs dies abans havia estat detingut, però va escapar misteriosament.